# Laurent Jouvenet
Pour les articles homonymes, voir Jouvenet.
Laurent Jouvenet, dit le jeune, né à Rouen en 1609 et mort dans la même ville le 17 novembre 1681 est un peintre français.

## Biographie
Fils de Noël Jouvenet, Laurent Jouvenet appartient à la famille Jouvenet. Il reçut ses leçons de son père et de Nicolas Poussin.
Des quinze enfants qu’il a eus avec Marguerite Deleuze, Jean Jouvenet (1644-1717) est le plus célèbre de la dynastie Jouvenet.